# Lucas Chevalier
Lucas Chevalier (Calais, 6 de novembro de 2001) é um futebolista francês que atua como goleiro. Atualmente, joga no Paris Saint-Germain.

## Carreira

### Lille
Lucas Chevalier ingressou na equipe juvenil do Lille em 2014.
Em agosto 2021, Chevalier foi emprestado ao Valenciennes, da Ligue 2, até ao fim da temporada 2021–22. Estreou pela equipe profissional em 18 de setembro de 2021, contra o Pau FC.
Após regressar de empréstimo, ele fez a sua estreia pela equipa principal do Lille no dia 10 de setembro de 2022, em uma partida de Ligue 1 contra o Marseille.
No dia 2 de outubro de 2024, Chevalier jogou como titular em uma vitória por 1–0 contra o Real Madrid na Liga dos Campeões.

### Paris Saint-Germain
Em 10 de agosto de 2025, Chevalier foi anunciado como reforço do Paris Saint-Germain. Segundo a imprensa francesa, o clube parisiense desembolsou cerca de 55 milhões de euros (R$ 347,9 milhões), incluindo bônus, pelo jogador, que assinou contrato até 2030. No dia 13 de agosto, Chevalier estreou pelo clube da capital na Supercopa da UEFA, onde o PSG saiu vitorioso, na disputa por pênaltis, contra o Tottenham, no Stadio Friuli, em Udine, na Itália.

## Seleção Nacional
Chevalier defendeu as seleções inferiores da Seleção Francesa.

## Títulos
Paris Saint-Germain
- Supercopa da UEFA: 2025[13]

### Prêmios individuais
- Goleiro da Temporada da Ligue 1: 2024–25[14]
- Time do Ano da Ligue 1: 2024–25[14]